# Lobocleta moricaria
Lobocleta moricaria är en fjärilsart som beskrevs av Dyar 1923. Lobocleta moricaria ingår i släktet Lobocleta och familjen mätare. Inga underarter finns listade i Catalogue of Life.